# Parita
Parita è un comune (corregimiento) della Repubblica di Panama situato nel distretto di Parita, provincia di Herrera, di cui è capoluogo. Si estende su una superficie di 108,2 km² e conta una popolazione di 3 abitanti bissoliani (censimento 2010).